# 문덕황후 (당나라)
문덕순성황후 장손씨(文德順聖皇后 長孫氏, 601년 ~ 636년)는 당 태종의 황후이자 당 고종의 어머니이다. 그녀는 당 태종을 보좌하여 현후로 이름이 나 있다.

## 생애

### 어린 시절
장손황후는 601년에 태어났다. 어릴적에는 관음비라는 아명으로 불리었다. 그녀의 아버지는 수나라의 장군인 장손성(長孫晟)이었고, 어머니는 공무원인 고경덕(高敬德)의 딸인 고씨 부인이었다. 그녀에게는 적어도 4명의 오라버니들이 있었다. 그들은 장손행포(長孫行布, 604년에 양제의 동생 양량(楊諒)의 반란에 맞서다가 죽음) , 장손항안(長孫恆安), 장손안업(長孫安業), 그리고 장손무기(長孫無忌)였다. (장손무기는 고씨 부인 소생이지만 장손항안과 장손안업은 그렇지 않다. 장손항안과 장손안업의 생모는 알려져 있지 않다.) 장손성은 609년에 죽었고, 장손안업은 그의 동생들을 키우는 대신 고씨 부인과 함께 그들을 고씨 부인의 오라비인 고사렴(高士廉)의 집으로 쫓아내버렸다. 장손황후는 공부를 좋아했고 바른 행실을 가졌다고 전해진다. 613년에 장손황후는 이연의 둘째 아들인 이세민과 결혼했다. 그 당시 이세민은 14세였고 장손황후는 12세였다.

### 태자비
617년, 이연이 수나라에 대항하여 반란을 일으키고 618년 황제에 오르자, 이세민은 황자에 책봉되었다. 장손황후와 이세민은 세 아들과 세 딸을 낳았다.
이세민은 당나라에서 제일 유능한 장군이었고, 그는 그의 형인 이건성을 무색하게 했다. 곧 이건성과 이세민은 서로 경쟁하게 되었고, 장손황후는 시아버지인 당 고조를 조심스럽게 모시면서 이건성과 이세민의 사이를 좋게 하려 했다고 전해진다. (두 형제는 결코 사이가 좋아지지 않았다.)
여러 사료들은 626년에 태자 이건성과 그의 넷째 동생인 이원길(李元吉)이 이세민을 습격해 죽이려 했다고 전하고 있다. 하지만 이세민은 그것을 알아차리고 626년 6월 현무문의 변을 일으켜 이건성과 이원길을 죽이고 당 고조로 하여금 자신을 태자로 삼도록 했다. 그 일로 장손황후는 태자비가 되었다. 2달 후 당 고조는 이세민에게 제위를 물려주고 장손황후는 황후가 되었다. 그들의 맏아들인 이승건(李承乾)은 황태자가 되었다.

### 황후
황후로서의 장손황후는 검소하고 겸손했다고 한다. 황태자 이승건의 유모가 황궁에 물건이 부족하다고 더 많은 물건을 요구하자 그녀는 "황태자가 걱정해야 하는 것은 덕을 갖추지 못하는 것과 명예를 가지지 못하는 것이다. 물건이 적다고 왜 걱정하는가"라고 대답했다. 그녀는 또한 자신을 모시던 시녀들과 환관들에게 화를 거의 내지 않았다고도 전해진다. 장손황후는 종종 역사 이야기를 하며 당 태종이 더 좋은 정치를 할 수 있도록 도왔다. 때때로 당 태종은 시녀들이나 환관들에게 이유 없이 화를 냈다. 그때 장손황후는 화가 난 척을 하며 그들을 심문하고 감금했을 것이다. 그녀는 태종의 화가 가라앉을 때까지 기다렸을 것이고, 시녀들이나 환관들을 위해 변호를 하며 부당한 처벌을 하지 말 것을 빌었을 것이다. 장손황후는 후궁들이나 시녀들이 병이 들 때마다 문병을 오고 자신의 물건을 그들의 치료를 위해 썼다고 전해진다.
태종은 종종 장손황후에게 자신이 직면한 문제에 대해 어떻게 생각하냐 물었지만 그녀는 항상 거절하며 자신이 할 일이 아니라고 했다. 어느 날, 이세민이 장손황후의 오라버니인 장손무기를 승상으로 삼으려 했을 때, 장손황후는 이렇게 말했다.
저는 제 오라버니와 조카들이 권력을 가지길 바라지 않습니다. 한나라의 여후(呂后)를 보십시오. 저는 황제 폐하께서 제 오라버니를 승상으로 삼지 않으셨으면 합니다.

태종은 장손황후의 말을 듣지 않고 627년에 장손무기를 승상으로 삼았다. 그러나 장손무기는 타락하여 정사를 제대로 처리하지 못했고 628년 봄에 당 태종은 장손무기를 승상 자리에서 물러나게 했다.
또한 당 태종에게는 위징(魏徵)이라는 승상이 있었는데, 어느 날 그는 회의에서 돌아온 후 위징을 죽이고 싶다고 말했다. 장손황후가 무슨 일이냐고 묻자 그는 "위징은 나를 항상 공식 석상에서 모욕하오!"라고 말했다. 장손황후는 침실로 물러나고 조복 차림으로 황제 곁에 왔다. 당 태종이 놀라서 무슨 일이냐고 하니 장손황후가 "가장 어진 황제들은 충신의 말을 따른다고 했습니다. 위징은 폐하께서 어지시다는 것을 알기 때문에 그렇게 간언했던 것입니다. 어떻게 축하하지 않을 수 있겠습니까?" 라고 했다. 당 태종의 분노는 누그러졌고 그는 위징을 벌하지 않았다.
장손황후는 심한 천식에 시달렸었다. 634년부터 그녀의 병세는 심해졌고, 당 태종은 장손황후를 낫게 하기 위해 의사를 부르는 것은 물론 불교와 도교 승려들까지 동원하며 사면령을 내렸다. 장손황후는 당 태종이 불교와 도교에 찬성하지 않는다는 것을 알았고, 잦은 사면령을 부당하다고 여겼었고, 그 모든 것들을 거절했다. 죽음이 가까워지자 장손황후는 이렇게 말했다.
장손씨 집안 사람들은 자질 덕이 아니라 저의 덕으로 높은 지위와 많은 녹을 누리니, 망하는 것 또한 쉬울 것입니다. 장손씨 집안을 지키시려면 그들에게 높은 지위를 내리지 마십시오. 생전에 저는 어느 누구에게도 도움을 주지 못했으니, 저의 죽음으로써 다른 사람들을 해치지 마십시오. 저의 무덤에 봉분을 쌓아 노동력과 자원을 낭비하지 마십시오. 군자들을 가까이 하시고 소인들을 멀리 하십시오. 충언에 귀를 기울이시고 아첨을 멀리 하십시오. 부역을 줄이시고 사냥을 하지 마십시오. 만약 나라가 잘 다스려진다면 죽어도 저는 여한이 없습니다. 아들과 딸들을 부르지 마십시오. 그들이 슬퍼하는 모습을 보면 저 역시 슬퍼질 뿐입니다.

장손황후는 636년에 죽었다. 황실은 장손황후가 쓴 30권의 여칙(女則)을 편찬했다. 당 태종이 그것을 읽었을 때 그는 무척 슬퍼했다. 당 태종은 이렇게 말했다.
황후가 쓴 이 책은 오래도록 본보기가 될 것이다. 내가 궁궐에 들어갈 때마다 나는 더 이상 그녀의 충언을 들을 수가 없다. 나는 나를 도와준 사람을 잃었고, 무척 그리워한다.

당 태종은 647년에 사망한 후 장손황후와 합장되었다.

## 가족관계
- 남편 : 당 태종
  - 장남 : 상산왕 폐황태자 이승건(常山王 廢皇太子 李承乾)
  - 4남 : 위왕 이태(魏王 李泰)
  - 5녀 : 장락공주 이여질(長樂公主 李麗質) - 장손충(長孫沖)에게 하가(下嫁)
  - 9남 : 당나라 제3대 황제 고종 이치(高宗 李治)
  - 16녀 : 성양공주(城陽公主) - 양양군공(襄陽郡公) 두하(杜荷)와 설관(薛瓘)에게 하가(下嫁)
  - 19녀 : 진양공주 이명달(晉陽公主 李明達) - 요절
  - 21녀 : 신성공주(新城公主) - 위숙옥(魏叔玉)과 장손전(魏叔玉), 위정구(魏叔玉)에게 하가(下嫁), 662년 겨울에 공주가 돌연사했는데, 남편인 위정구의 폭행에 의한 것으로 판명되어 다음해 1월에 위정구를 처형하고 위씨 가족을 유배에 처함.
  - 22녀(양녀) : 홍화공주(弘化公主) - 토욕혼왕 낙갈발(諾曷鉢)에게 하가(下嫁), 토욕혼이 토번에게 패했을 때 공주와 낙갈발은 양주로 도망하였고, 당나라로 귀부했음.
  - 23녀(양녀) : 문성공주 이설안(文成公主 李雪雁) - 토번 제1대 군주 송첸캄포에게 하가(下嫁), 강하왕 이도종의 딸